# Z-pinch
Z-pinch o zeta pinch es un tipo de confinamiento por pinzamiento de plasma para producir fusión nuclear en filamentos de plasma.
El nombre hace referencia a la dirección del eje vertical Z, en un sistema cartesiano XYZ de referencia, en donde se proyectaba la corriente eléctrica en un tubo de cuarzo en los primeros experimentos de este método realizados en Inglaterra. 

## Funcionamiento
Dos corrientes paralelas tienden a acercar los conductores por los que circulan. Esta fuerza es aprovechada para forzar la fusión. 
El montaje para forzar la fusión por zeta pinzamiento consiste en formar una columna de plasma y provocar una caída de potencial brusca entre dos electrodos situados en ambos extremos de la columna, esto provoca que se forme el plasma, que se caliente el plasma por efecto Joule, que se confine el plasma a lo largo del eje vertical por estricción de tracción.
Para ello, la corriente tiene que ser de, al menos, 10 millones de amperios.